# عین لقراج
عین لقراج (به عربی: عين لقراج) یک شهرداری در الجزایر است که در استان سطیف واقع شده‌است.